# Oah
«Oah» es una canción del cantante noruego Alexander Rybak. Fue lanzado como primer sencillo de su álbum No Boundaries el 8 de junio de 2010.
Rybak escribió la canción como una oda a una de sus coristas femeninas, llamada Moa, mientras escribía una oda a cada una de sus tres coristas en su segundo álbum No Boundaries..

## Vídeo musical
En 2010, se hizo un video musical para el sencillo. Fue dirigida por Lars Kristian Flemmen, producida por Eirik Heldal y rodada por Martin J. Edelsteen. Al comienzo del video musical, Alexander le pide a una chica llamada Moa que salga con él. Sin embargo, Moa le dice que no quiere salir con él, se aleja y se va a clase, donde Alexander se sienta a su lado y comienza a cantarle de nuevo. Durante el resto del video, él la sigue de cerca en sus actividades diarias, mientras le declara su amor.

## Lista de canciones
| Descarga digital |        |          |  |
| N.º              | Título | Duración |  |
| 1.               | «Oah»  | 4:19     |  |

## Personal
| Voz principal - Alexander Rybak Equipo de grabación y producción - Sergio Raminez - Editor - Eirik Heldal - Productor Vestuario - Jeanette Hoff | Dirección de arte - Patrik Svaningen - Ann-Kristin Olson Make-up - Katharina Sørensen - Tormod Hauge |

Fuente:

## Historial de Lanzamiento
| Región  | Fecha            | Formato                     |
| ------- | ---------------- | --------------------------- |
| Noruega | 8 de Juniom 2010 | CD single, descarga digital |
| Mundial | 8 de Juniom 2010 | CD single, descarga digital |

## Otras versiones
Rybak también grabó y lanzó una versión rusa de esta canción llamada "Strela Amura" (en ruso: Стрела Амура) con letra de Anna Nikolaichuk. Un video musical fue filmado por Oleksandr Filatovych en Kiev y lanzado en junio de 2012 por el propio canal de música de Rybak y ELLO.
En 2014, el músico noruego Øivind Elgenes hizo una versión de la canción como parte del día de Alexander Rybak en el programa musical Hver gang vi møtes.